# Туллітаун (Пенсільванія)
Туллітаун (англ. Tullytown) — місто (англ. borough) в США, в окрузі Бакс штату Пенсільванія. Населення — 2282 особи (2020).

## Географія
Туллітаун розташований за координатами 40°8′27″ пн. ш. 74°48′40″ зх. д. / 40.14083° пн. ш. 74.81111° зх. д. (40.140843, -74.810996).  За даними Бюро перепису населення США в 2010 році місто мало площу 5,46 км², з яких 3,93 км² — суходіл та 1,53 км² — водойми.

### Клімат
| Клімат : Туллітаун      | Клімат : Туллітаун | Клімат : Туллітаун | Клімат : Туллітаун | Клімат : Туллітаун | Клімат : Туллітаун | Клімат : Туллітаун | Клімат : Туллітаун | Клімат : Туллітаун | Клімат : Туллітаун | Клімат : Туллітаун | Клімат : Туллітаун | Клімат : Туллітаун | Клімат : Туллітаун |
| Показник                | Січ.               | Лют.               | Бер.               | Квіт.              | Трав.              | Черв.              | Лип.               | Серп.              | Вер.               | Жовт.              | Лист.              | Груд.              | Рік                |
| Абсолютний максимум, °C | 22,1               | 25,5               | 31,0               | 35,1               | 35,6               | 36,3               | 39,6               | 38,4               | 37,1               | 31,8               | 27,5               | 24,5               | 39,6               |
| Середній максимум, °C   | 4,8                | 6,6                | 11,1               | 17,8               | 23,0               | 28,2               | 30,5               | 29,6               | 25,7               | 19,5               | 13,4               | 7,3                | 18,2               |
| Середня температура, °C | 0,2                | 1,6                | 5,6                | 11,6               | 16,7               | 21,9               | 24,5               | 23,7               | 19,7               | 13,3               | 8,1                | 2,7                | 12,5               |
| Середній мінімум, °C    | −4,4               | −3,4               | 0,2                | 5,3                | 10,3               | 15,8               | 18,5               | 17,8               | 13,7               | 7,2                | 2,7                | −1,9               | 6,9                |
| Абсолютний мінімум, °C  | −23,1              | −19,2              | −15,2              | −7,7               | 0,4                | 5,3                | 8,7                | 5,9                | 2,4                | −3,7               | −11,1              | −17,5              | −23,1              |
| Норма опадів, мм        | 91                 | 69                 | 109                | 98                 | 105                | 108                | 129                | 109                | 104                | 94                 | 87                 | 100                | 1203               |
| Вологість повітря, %    | 65.2               | 61.5               | 57.8               | 57.0               | 61.9               | 65.9               | 66.2               | 68.6               | 69.3               | 68.5               | 66.9               | 66.8               | 64.7               |
| ----------------------- | ------------------ | ------------------ | ------------------ | ------------------ | ------------------ | ------------------ | ------------------ | ------------------ | ------------------ | ------------------ | ------------------ | ------------------ | ------------------ |
| Джерело: PRISM          |                    |                    |                    |                    |                    |                    |                    |                    |                    |                    |                    |                    |                    |

## Демографія
Згідно з переписом 2010 року, у селищі мешкали 1872 особи в 759 домогосподарствах у складі 465 родин. Густота населення становила 343 особи/км².  Було 789 помешкань (145/км²).
Расовий склад населення:
| - 94,6 % — білих - 3,2 % — чорних або афроамериканців - 0,4 % — азіатів - 0,2 % — корінних американців |

До двох чи більше рас належало 1,1 %. Частка іспаномовних становила 3,0 % від усіх жителів.
За віковим діапазоном населення розподілялося таким чином: 21,2 % — особи молодші 18 років, 61,2 % — особи у віці 18—64 років, 17,6 % — особи у віці 65 років та старші. Медіана віку мешканця становила 42,3 року. На 100 осіб жіночої статі у селищі припадало 94,0 чоловіків;  на 100 жінок у віці від 18 років та старших — 89,0 чоловіків також старших 18 років.
Середній дохід на одне домашнє господарство  становив 64 922 долари США (медіана — 53 864), а середній дохід на одну сім'ю — 75 677 доларів (медіана — 64 844). Медіана доходів становила 51 198 доларів для чоловіків та 35 500 доларів для жінок. За межею бідності перебувало 10,3 % осіб, у тому числі 18,4 % дітей у віці до 18 років та 8,2 % осіб у віці 65 років та старших.
Цивільне працевлаштоване населення становило 932 особи. Основні галузі зайнятості: освіта, охорона здоров'я та соціальна допомога — 24,8 %, роздрібна торгівля — 17,0 %, виробництво — 11,7 %, науковці, спеціалісти, менеджери — 9,9 %.